# 阿尔诺德·卢格

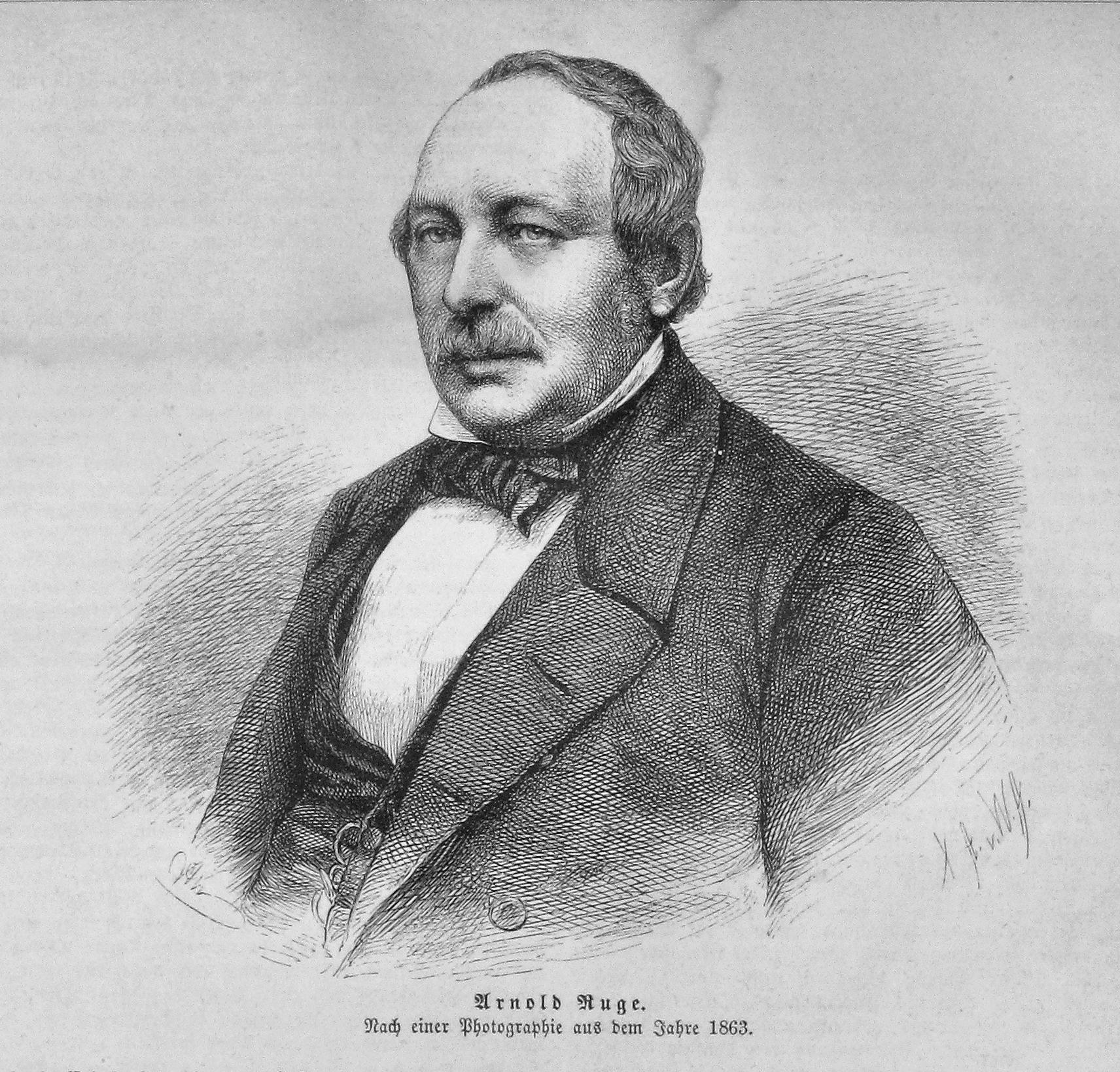
阿尔诺德·卢格

阿尔诺德·卢格（德語：Arnold Ruge，1802年9月13日—1880年12月31日）是德国哲学家和政治作家。

## 学业与监狱经历
卢格出生在吕根岛贝尔根，他曾在哈雷-维滕贝格大学、耶拿大学和海德堡大学学习。他主张德国统一，他还参与了1821年至1824年期间的学生骚乱，并在1824年至1830年间被關押在科沃布热格，在關押期間他研究了柏拉图和希腊诗人的著作。获释后他搬到了萨勒河畔哈雷，在那里他出版了一些戏剧作品，其中就包括悲剧《席尔与他的同伴》（Schill und die Seinen）以及古希腊文著作的翻译，例如如《伊底帕斯在柯隆納斯》。1832年，他成为哈雷-维滕贝格大学的私人讲师。

## 後續
在巴黎期間，卢格曾与卡尔·马克思一起共同编辑了《德法年鉴》。他并不赞同马克思的社会主义，很快卢格就與馬克思分道揚鑣。1845年，卢格离开巴黎前往瑞士，他又來到了莱比锡並在當地賣書。
1866年普奥战争期間，他支持普鲁士对抗奥地利，在1870年普法戰爭期間，他支持德国对抗法国。1880年，卢格在布莱顿去世。